# لیلا دنمارک
لیلا دِنمارک (انگلیسی: Leila Denmark؛ ‏ ۱ فوریهٔ ۱۸۹۸ – ۱ آوریل ۲۰۱۲) پزشک متخصص کودکان، مؤلف، و زن ابرصدساله اهل ایالات متحده آمریکا بود. او تا زمان بازنشستگی در ماه مه ۲۰۰۱ در سن ۱۰۳ سالگی پس از ۷۳ سال فعالیت پزشکی، مسن‌ترین پزشک متخصص اطفال جهان بود. او یک ابرصدساله بود و تا سن ۱۱۴ سال و ۶۰ روز زندگی کرد.
دِنمارک یکی از توسعه‌دهندگان واکسن سیاه‌سرفه، یکی از معدود افراد ابرصدساله در تاریخ بود که به دلایلی غیر از طول عمر زیاد شهرت یافت. او در سال ۱۹۲۸ درمان کودکان را آغاز کرد. در حوالی زمان بازنشستگی، دِنمارک در حال درمان نوه‌ها و نتیجه‌های نخستین بیماران خود بود.

## دوران اولیه زندگی و تحصیل
لیلا آلیس داتری، زادهٔ پورتال در ایالت جورجیا، سومین فرزند از ۱۲ فرزند اِلربی و آلیس کورنلیا (هندریکس) داتری بود. عموی پدری او جیمز الکساندر دارتی نماینده مجلس از میزوری بود. او خواهر بزرگتر کلاید داتری بود که به خاطر گرفتن تنها فیلم رنگی معتبر شناخته شده از حمله به پرل هاربر شهرت دارد.
او در کالج تیفت در فورسیت، جورجیا تحصیل کرد و در آنجا برای معلمی آموزش دید. او شیمی و فیزیک را در دانشگاه مرسر در میکن خواند. زمانی که نامزدش جان یوستاس دنمارک توسط وزارت امور خارجه ایالات متحده آمریکا به جاوه در هند شرقی هلند فرستاده شد، او تصمیم گرفت در دانشکده پزشکی تحصیل کند، زیرا هیچ‌یک از همسریان این فرستادگان اجازه نداشت آنان را در آن پُست همراهی کند.
داتری تنها زنی بود که در سال ۱۹۲۸ در کلاس فارغ التحصیلان دانشکده پزشکی جورجیا در آگوستا جای داشت و سومین زنی بود که با مدرک پزشکی از این مدرسه فارغ‌التحصیل شد.
جان یوستاس دنمارک از مأموریت خارج از کشور خود بازگشته بود و لیلا در ۱۱ ژوئن ۱۹۲۸، بلافاصله پس از دریافت مدرک پزشکی خود، با نامزدش ازدواج کردند.[۶] آنها در ۱۹ نوامبر ۱۹۳۰ با هم صاحب دختری به نام مری شدند. لیلا دنمارک یک دموکرات ثبت شده و یک باپتیست معتقد بود.

## حرفه پزشکی
دنمارک در دورهٔ دستیاری پزشکی در بیمارستان گریدی مموریال آتلانتا پذیرفته شد و به همراه همسرش به محله ویرجینیا-هایلند نقل مکان کردند. دنمارک نخستین پزشک پرسنلی بود در زمان افتتاح بیمارستان هنریتا اگلستون (یک بیمارستان تخصصی کودکان متعلق به دانشگاه اموری) بود. او همچنین یک مطب خصوصی راه‌اندازی کرد و بیماران را در یک کلینیکی در منزلش ویزیت می‌کرد.
دنمارک مقدار قابل توجهی از زمان حرفه‌ای خود را به امور خیریه اختصاص می‌داد. در سال ۱۹۳۵، او یکی از کارکنان فهرست شده در کلینیک نوزادان کلیسای پرزبیتریان در آتلانتا بود، در حالی که در بیمارستان گریدی هم خدمت می‌کرد و یک مطب خصوصی هم داشت. او از دهه ۱۹۳۰ و به ویژه از ۱۹۳۳ تا ۱۹۴۴ پژوهش‌هایی را در زمینه تشخیص، درمان و واکسن سیاه‌سرفه انجام داد که در آن زمان اغلب منجر به مرگ کودکان می‌شد. دنمارک به عنوان یکی از توسعه‌دهندگان واکسن سیاه سرفه با حمایت شرکت داروسازی ایلای لی‌لی دانشگاه اموری شناخته می‌شود. به همین دلیل در سال ۱۹۳۵ برندهٔ جایزه فیشر شد.
دنمارک در کتاب خود هر کودکی باید شانس داشته باشد (۱۹۷۱) نظرات خود را در مورد تربیت کودک مورد بحث قرار داد. او در میان نخستین پزشکانی بود که به سیگار کشیدن بزرگسالان در اطراف کودکان و زنان باردار که از مواد مخدر استفاده می‌کردند اعتراض می‌کرد. او معتقد بود که نوشیدن شیر گاو مضر است. او همچنین توصیه کرد که کودکان و بزرگسالان به جای نوشیدن آب‌میوه، میوه تازه بخورند و از میان نوشیدنی‌ها تنها آب بنوشند. در ۹ مارس ۲۰۰۰، مجمع مجالس جورجیا طی قطعنامه ای از دنمارک تقدیر کرد.

## دوران بعدی زندگی
او کتاب دومی را با همکاری مادیا بومن با عنوان دکتر دنمارک چنین می‌گوید!: توصیه‌هایی برای مادران از جانب باتجربه‌ترین پزشک اطفال آمریکا منتشر مرد که در سال ۲۰۰۲ نوشته شده است. دنمارک بعداً در سال ۲۰۰۲ بازنشسته شد زیرا بینایی او برای کارهای دقیق مانند معاینه گلو کودکان بسیار ضعیف شده بود.
دنمارک تا سن ۱۰۶ سالگی به‌طور مستقل در خانه خود در کامینگ، جورجیا زندگی کرد. او به اتنز نقل مکان کرد تا با تنها فرزندش، مری (دنمارک) هاچرسون زندگی کند. دنمارک در ۱ فوریه ۲۰۰۸ تولد ۱۱۰ سالگی خود را جشن گرفت و تبدیل به یک ابرصدساله شد. به گفته هاچرسون، سلامتی دنمارک در پاییز ۲۰۰۸ به شدت رو به وخامت گذاشت، اما بعداً با نزدیک شدن به تولد ۱۱۱ سالگی خود بهبود یافت. وی در سال ۲۰۱۲ در سن ۱۱۴ و ۲ ماهگی درگذشت.  او یکی از معدود افراد ابرصدساله ای بود که به دلیل چیزی غیر از طول عمرش شهرت یافت. یک دبیرستان جدید در شهرستان فورسایت، جورجیا که در سال‌های ۲۰۱۶–۲۰۱۸ ساخته شده است، در نزدیکی خانه سابق او قرار دارد و به افتخار او «دنمارک» نامگذاری شده است.